# Capilla Pazzi
La capilla [de los] Pazzi (en italiano: Cappella dei Pazzi) es una pequeña capilla italiana ubicada en el primer claustro de la basílica de la Santa Croce en Florencia, desde cuyo jardín se accede. Oficialmente era la nueva sala capitular de la Santa Croce, destruida la anterior por un incendio, pero en realidad era la capilla conmemorativa privada de la familia Pazzi, que había corrido con los gastos de construcción. Encargada oficialmente en 1429 a Filippo Brunelleschi, la construcción solamente comenzó en 1442, cuatro años antes de su muerte —será su última obra, que dejó inconclusa—, la cúpula se completó en 1460 por sus discípulos, mientras que las decoraciones se completaron poco antes de la Conspiración Pazzi de 1478.
Edificio de reducidas dimensiones, es una de las obras más conocidas de la temprana arquitectura renacentista italiana, comúnmente considerada una obra maestra de Brunelleschi y uno de los primeros modelos de planta central en edificios religiosos.

## Historia
En 1423 un gran incendio había destruido la zona de los dormitorios y parte de la biblioteca del convento de la Santa Croce. El municipio y algunas de las familias más ricas de la ciudad, incluidos los Medici, los Spinelli y los Pazzi, se ofrecieron para reparar los daños y reconstruir el ambiente. Andrea de 'Pazzi (1372-1445) en particular,  jefe de la familia Pazzi  cuya riqueza venía justo detrás de la de los Medici, ya en 1429 había reunido los fondos para reconstruir la sala capitular, creando una pequeña sala en capilla, en la parte trasera, que habría sido el lugar de enterramiento de su familia. Estaba dedicada a San Andrés, patrón homónimo del comitente. El objetivo de los Pazzi fue probablemente dejar su huella en la ciudad de Florencia para mostrar su riqueza y poder en esa época inicial del Renacimiento italiano. El hecho de que la ciudad estuviera en guerra con una ciudad vecina en ese momento y de que la familia tuviera los fondos necesarios para la construcción de la capilla muestra la importancia de la familia Pazzi entre el pueblo de Florencia.
Extremadamente difícil, debido a la escasez de documentos, resulta establecer la cronología de la construcción de la capilla, que en cualquier caso tuvo que avanzar con mucha lentitud. La participación de Filippo Brunelleschi se data generalmente en 1429, inmediatamente después de la finalización de la obra de la Sacristía Vieja de San Lorenzo. En la entrega de Andrea de Pazzi al registro de la propiedad de 1433 hay un primer documento del compromiso de reconstruir el capítulo (casi con seguridad en el sitio del antiguo que fue destruido), pero hasta 1442 no hay documentos del inicio real de los trabajos. Las dificultades económicas probablemente frenaron el inicio de la construcción, con una recuperación entre 1442 y 1446. En 1443 se sabe que el papa Eugenio IV «se quedó a cenar en el Capítulo de la Santa Croce», que se había completado solo hasta el entablamento, y en 1445 el testamento de Andrea, fallecido ese año, destinó una gran suma para la realización de la capilla. Un año después, Brunelleschi murió, paralizando nuevamente el sitio de construcción. De esos años se datan las obras de Luca della Robbia, amigo de Brunelleschi, que había a Donatello con quien había tenido un conflicto por la decoración de la Sacristía Vieja de San Lorenzo. El sitio fue asumido por sus ayudantes Giuliano da Maiano, Luca della Robbia,  Salvi d'Andrea y Michelozzo, quienes continuaron la obra: la cúpula y las bóvedas se terminaron en 1459 y el pórtico en 1461, como indican las inscripciones en el tambor y en la bóveda exterior respectivamente.
Ni en 1469 ni en 1473 se terminó la capilla, ya que se destinaron nuevos fondos para ella, en particular, en la segunda fecha, por el cardenal Pietro Riario. En 1478 la construcción del pórtico aún estaba en obras, completada en los años inmediatamente siguientes. En ese año, sin embargo, la familia Pazzi fue desterrada y desposeída de sus bienes debido a los resultados de la conspiración contra los Medici, dejando inconcluso el crecimiento futuro: la capilla se mantuvo en ese estado y ha permanecido vacía desde entonces.

## Descripción
Con un arco de tiempo tan amplio para la finalización de las obras, es un problema definir con precisión qué pertenece a la paternidad de Brunelleschi y cuál fue el fruto de sus seguidores. Una parte de la crítica hoy tiende a reconocer al gran arquitecto al menos por el proyecto en las líneas esenciales tanto de la planta como de la estructura interna como externa, incluido el pórtico, que representaría la única fachada de Brunelleschi. Otros, en cambio, no le atribuyen la ejecución del edificio y los detalles y atribuyen el pórtico a Giuliano da Maiano.
Las reducidas dimensiones de la capilla estaban predeterminadas por los muros existentes, pero el edificio da una idea de las ambiciones de los arquitectos renacentistas en su lucha por dar coherencia al lenguaje arquitectónico de columnas, pilastras, arcos y bóvedas. La capilla es un excelente ejemplo de elegancia y sobriedad en la arquitectura, con un majestuoso dominio de las relaciones entre los volúmenes del edificio en beneficio de la armonía general del conjunto. Las decoraciones se manifiestan al observador solo en un momento posterior, al detenerse en los detalles, completando el ambiente sin hacerlo pesado y robar la escena al espacio arquitectónico y al carácter sagrado del edificio.
El esquema general, como en otras obras de Brunelleschi, se inspira en un precedente medieval en la misma ciudad de Florencia, en este caso la sala capitular del convento dominico de Santa Maria Novella (la Cappellone degli Spagnoli), que consta de una sala principal rectangular con scarsella), innovándolo aplicando elecciones de extremo rigor insertándo algunos elementos tomados de la arquitectura romana y románica florentina. Extraordinaria, y solo explicable gracias a la intervención reguladora del gran arquitecto, es la armonía de proporciones en un edificio tan estrechamente unido con otros edificios preexistentes en tres de sus lados, incluida la capilla de los Medici de Michelozzo, la capilla Baroncelli y la capilla de Castellani.

### Exterior

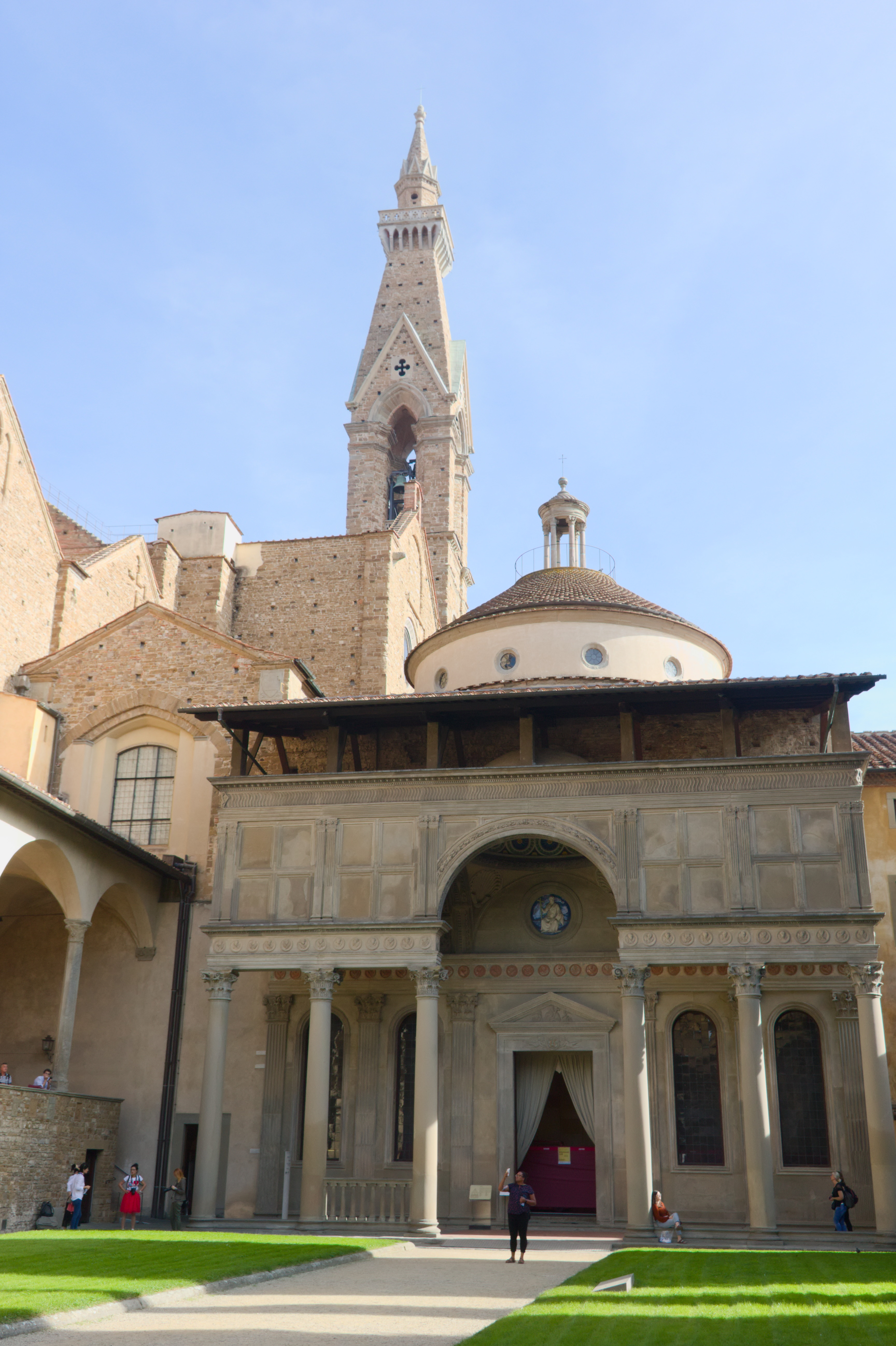
Exterior de la capilla Pazzi

La fachada de la iglesia da al primer claustro de Santa Croce. Algunos la atribuyen a la continuación de Giuliano da Maiano, mientras que otros lo refieren al dibujo original del maestro, implementada después de su muerte. Importante es su función de mediación espacial y de filtro de la luz, que llega al interior de una forma difusa y homogénea.
El pórtico delantero abierto recuerda la majestuosa estructura de los arcos triunfales romanos. Seis columnas corintias sostienen un ático aligerado, dividido en cuadrados delimitados por pares de pilastras (lesenas) e interrumpidos en el centro por el arco de medio punto, atentos a los motivos escenográficos del pronaos y del arco triunfal del mundo antiguo. La coronación inacabada esta protegida por un dosel expuesto. Según Vasari, el proyecto incluía una coronación del tímpano. El friso sobre el arquitrabe, con pequeños tondos que encierran cabezas de querubines, es una obra atribuida a Desiderio da Settignano y a artistas de la escuela de Donatello. El pórtico está cubierto por una bóveda de cañón con casetones, mientras que en correspondencia con la arcada hay una pequeña cúpula, toda recubierto con rosetones de terracota vidriada donde se encuentra el escudo de armas de los Pazzi. La cupoletta  destaca en particular por la compleja decoración con brillante policromía obra de Luca della Robbia, también autor del tondo con San Andrés (patrón del cliente) sobre la puerta. Enriquecen la cúpula interior las conchas en relieve en las esquinas y, en el centro, el escudo de armas de los Pazzi  con delfines dentro de una corona de hojas y frutos. También se lee la fecha «1461 A. DI 10 Giugno».
Sobre el arquitrabe dos ángeles sostienen un tondo con dos delfines y cinco crucetas cruzadas, arma moderna de la familia Pazzi; en el tímpano sobresale un relieve de  Sant'Andrea tra due angeli. Las puertas de madera, finamente talladas con figuras florales y geométricas y en el centro rosetones con los escudos del Pueblo y de la Comuna, fueron realizadas por Giuliano da Maiano en 1472. A los lados de la puerta hay dos ventanas de arcos altos, enmarcados por pilastras que corresponden a la altura de las columnas del pórtico
Por detrás de la fachada se levanta la cúpula gallonada que recuerda mucho a la de la Sacristía Vieja de la Basílica de San Lorenzo, dispuesta en el exterior sobre un cilindro bajo (tambor ) con cubierta cónica  y rematada por una ligerisima linterna. Está dividida en doce segmentos en cada uno de los cuales se abre un óculo y puede evocar simbólicamente el número de los apóstoles y la gracia (la luz) que se filtra a través de ellos desde la entidad divina (el sol, afuera). En el enyesado del tambor exterior es legible una inscripción en rojo sinopia que lleva las palabras «a d' 11 ottobre 1459 si fornì».
La disposición de los cuatro extremos exteriores adintelados y el central en forma de arco de medio punto, muy alto y de doble anchura, que combina el adintelado griego con el arco romano, supuso una innovación y será modelo o fuente de inspiración de numerosos arquitectos, un antecedente evidente de la serliana.

Atrio porticado
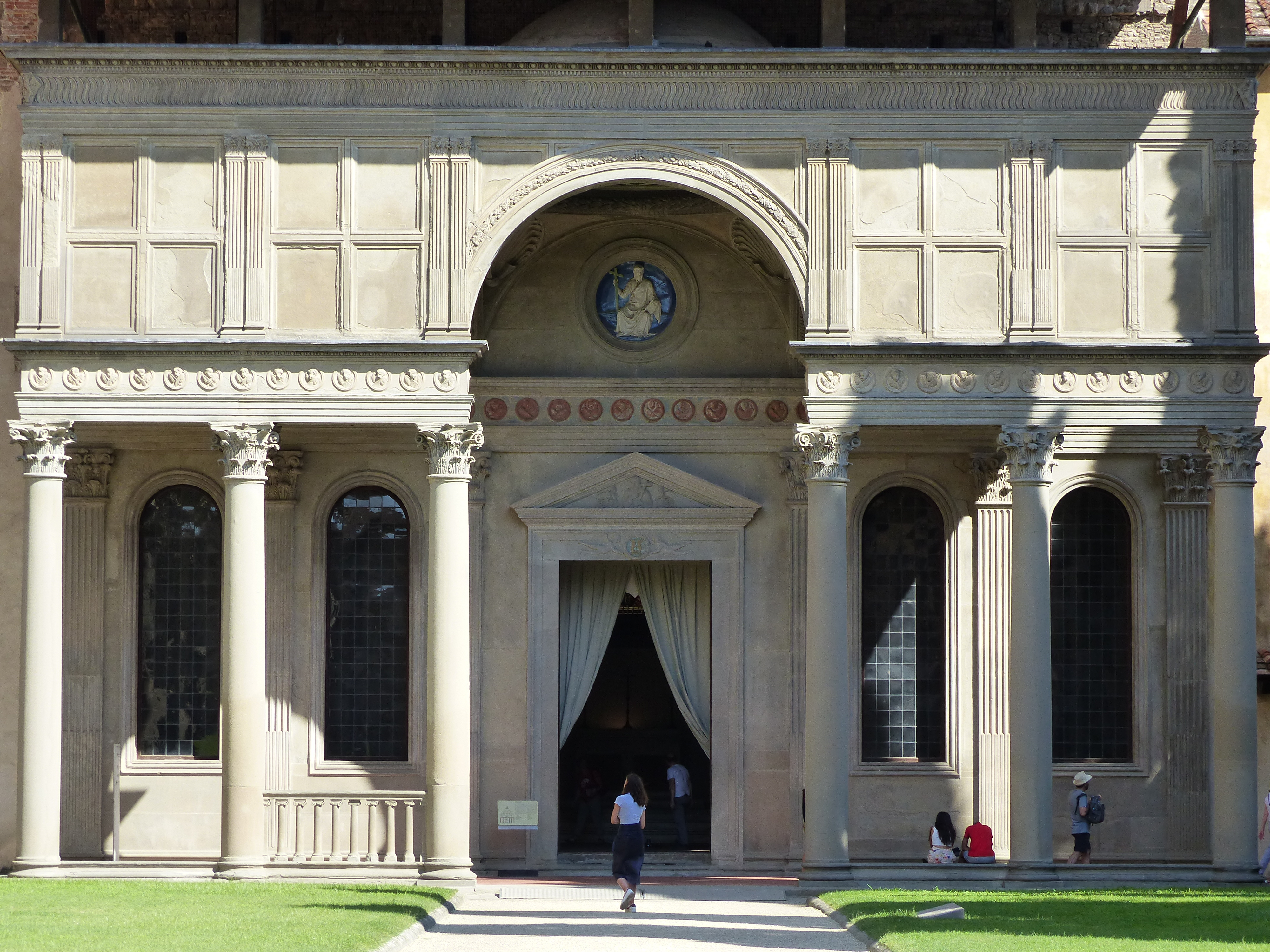
Detalle del frente
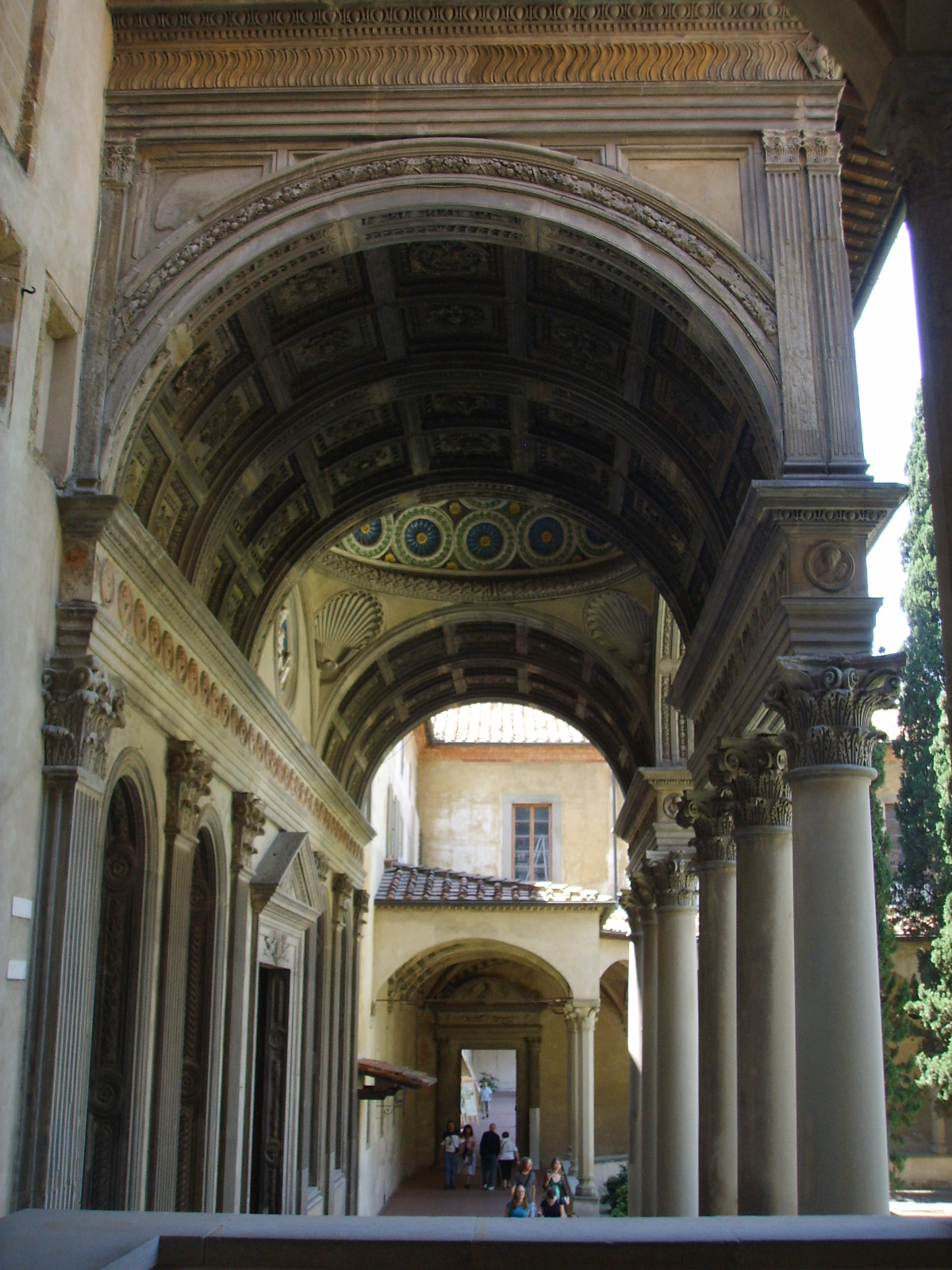
Vista transversal del atrio
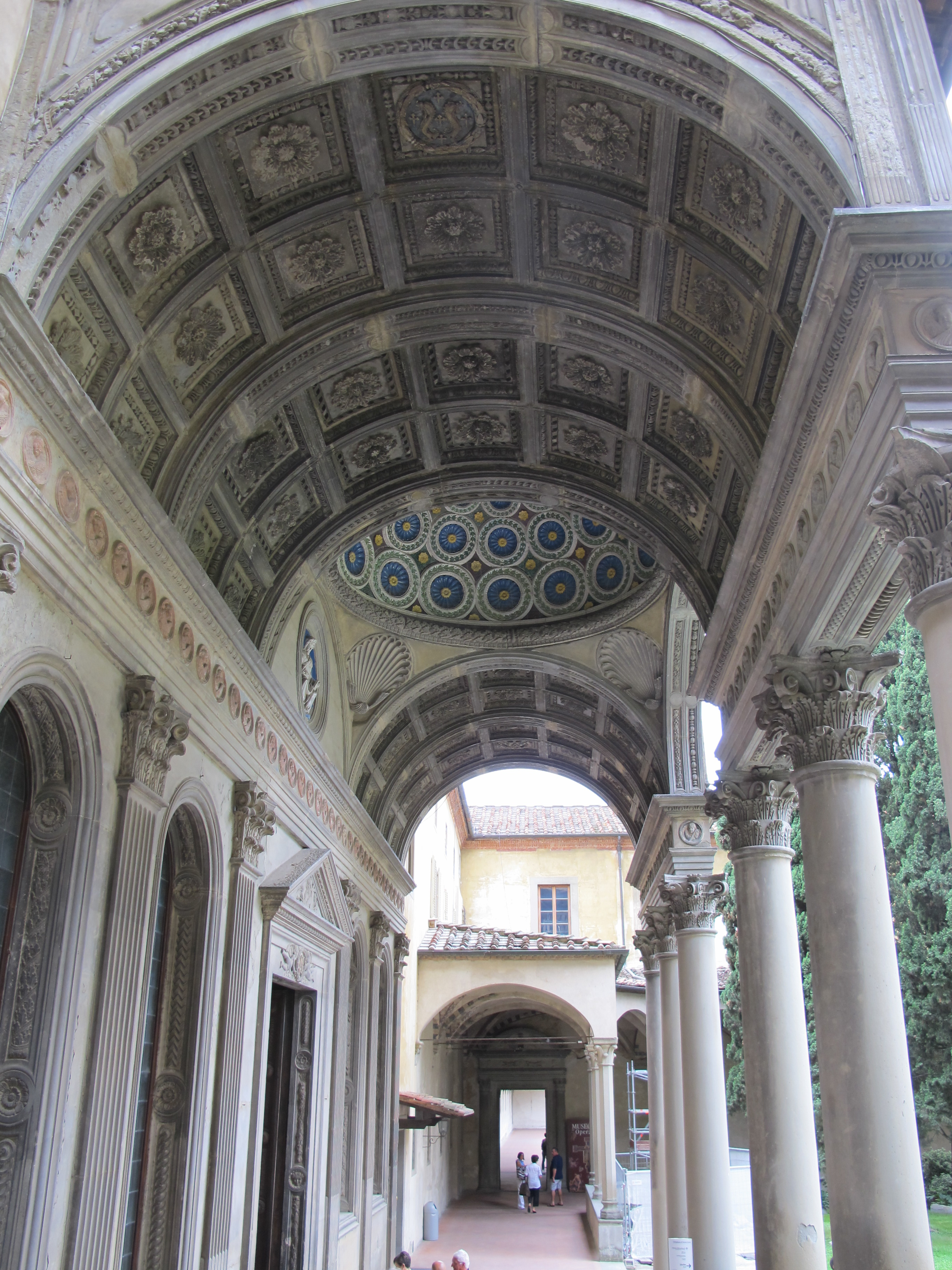
Abovedamiento del atrio
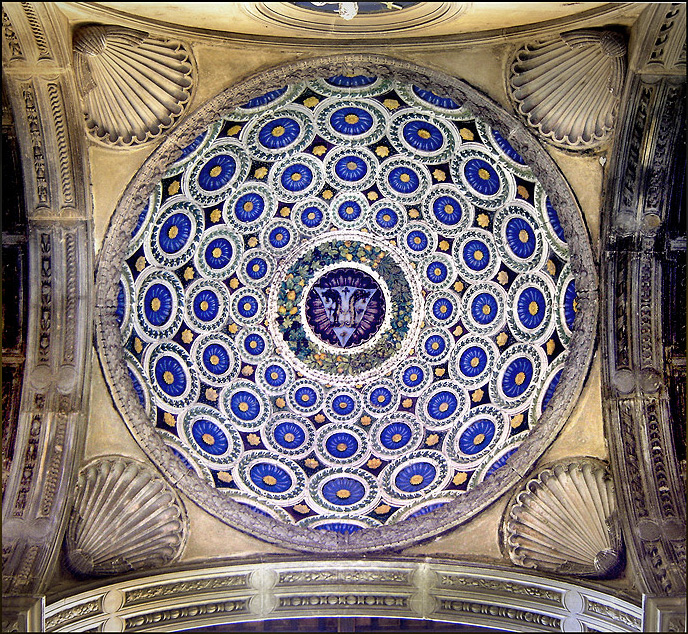
La cupoletta del tramo central del atrio, obra de Luca della Robbia decorada en azul
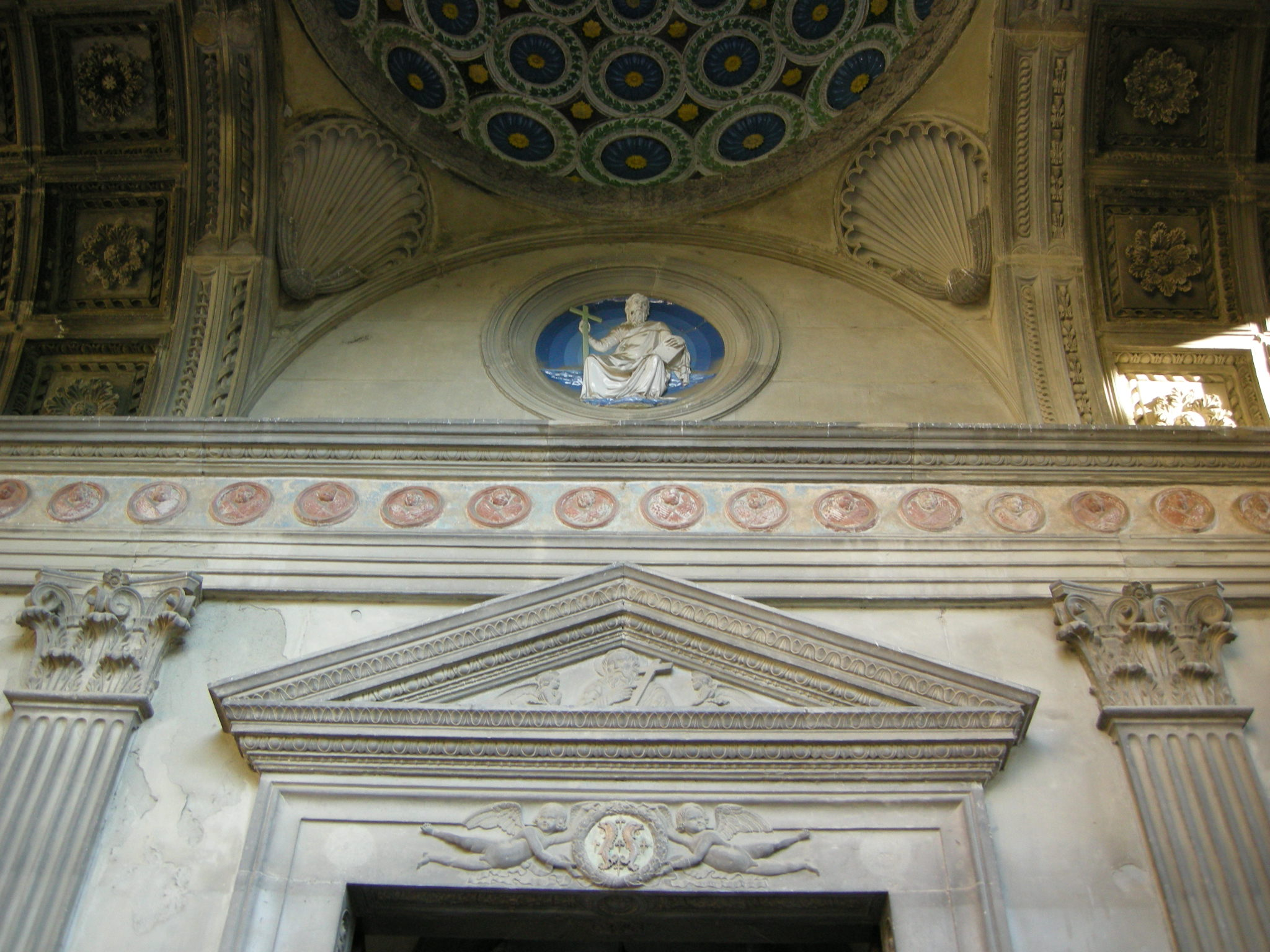
Puerta de entrada, con el tondo de San Andrés de Luca della Robbia

### Interior
El interior es muy esencial y se basa, como en San Lorenzo, en el módulo de 20 brazos florentinos (unos 11,66 metros), que es la medida del ancho de la zona central, de la altura de los muros internos y del diámetro de la cúpula, para tener un cubo imaginario coronado por una semiesfera. A este esquema hay que sumar las dos cortas alas laterales (cubiertas por bóvedas de cañón con una única fila de artesonado y con rosetas), un quinto cada una respecto al lado del cubo central, y la scarsella del altar (con cupoletta), con una anchura de otro quinto, igual al arco de entrada. La principal diferencia con la planta de la Antigua Sacristía es por tanto la base rectangular, aunque muy bien enmascarada, la que estuvo influida por la disposición de los edificios preexistentes de alrededor. Sin embargo, si se tiene en cuenta la scarsella y el pórtico exterior, gracias a la compensación de las alas laterales, la planta puede volver a inscribirse en un cuadrado.
Un banco en pietra serena corre a lo largo del perímetro y fue construido para permitir que la capilla se usara también como sala capitular de los monjes. Las pilastras corintias, también en pietra serena, se ramifican desde el banco, diviendo el ambiente y conectando con la membratura superior del entablamento; gracias a la disposición del banco que actúa como zócalo, la imposta de las pilastras es la mismo también en la scarsella,  que es realzada elevándola unos escalones. La abertura arqueada sobre el espacio del altar también se reproduce en las otras paredes, al igual que el perfil de la ventana redonda en la pared de acceso, creando un puro ritmo geométrico. La cúpula gallonada está aligerada por las delgadas nervaduras en relieve y la luz inunda la capilla desde la linterna y de las ventanillas dispuestas en el tambor. Las pechinas  se decoran con medallones de terracotta invetriata, de Luca della Robbia, con los cuatro evangelistas del tetramorfo. La capilla también se ilumina mediante cuatro ventanas acristaladas dispuestas en la pared interior del pórtico y que corresponden con los espacios intercolumnares. En el interior, el gris homogéneo y profundo de la pietra serena destaca sobre el fondo de yeso blanco, en el estilo más típico del gran arquitecto florentino.
La sacristía (la scarsella) comporta una cúpula de bóveda astronómica pintada como la de la antigua sacristía de la Basílica de San Lorenzo en Florencia para los Medici. Una pequeña sala, accesible desde una puerta en la pared derecha de la scarsella, era el lugar para el entierro de los miembros de la familia Pazzi y para el culto privado. En el lado opuesto, en cambio, había una puerta que permitía el acceso a la basílica de Santa Croce, que luego fue cerrada y desmantelada.
La decoración plástica está estrictamente subordinada a la arquitectura, como en la Sacristía Vieja: las pilastras en pedra gris adosadas a las paredes las dividen en doce paños, en cuya parte superior hay doce grandes medallones de terracota vidriada, en  blanco sobre fondo azul cielo, con los Apostoli, obra entre las mejores creaciones de Luca della Robbia; más arriba está el friso, siempre con el tema de los querubines como en el exterior y con la adición del Agnello (Cordero), símbolo de la Redención, pero también del poderosogremio del  Arte de la Lana. En las pechinas de la cúpula, otros cuatro tondos policromados, también en terracota, representan a los  Evangelisti y se atribuyen a Luca della Robbia o al propio Brunelleschi que se habría encargado del diseño antes de encomendar su realización al taller de Della Robbia: en estas obras se puede ver la polémica de Brunelleschi contra las decoraciones demasiado expresivas de Donatello en la Sacristía Vieja, que habían "invadido" la capilla perturbando, a su juicio, la esencia de la arquitectura. De hecho, el tamaño y el punto de vista de las representaciones está calibrado para un espectador situado en el centro de la capilla, con los rayos detrás de los evangelistas y sus libros en escorzo de manera precisa. Las pechinas albergan escudos de armas de la familia Pazzi.
El altar, de la escuela donateliana, no tiene ancona, es decir, retablo pintado o esculpido. Según Brunelleschi, era preferible el uso esencial solo de ventanas. Las dos vidrieras de la scarsella completan el ciclo iconográfico y fueron realizadas según un diseño de Alesso Baldovinetti, que representa a Sant'Andrea (la rectangular) y al 'Padre Eterno (en el óculo), que está en correspondencia directa con el medallón de Sant'Andrea en la puerta de entrada del pórtico.

Interior de la capilla
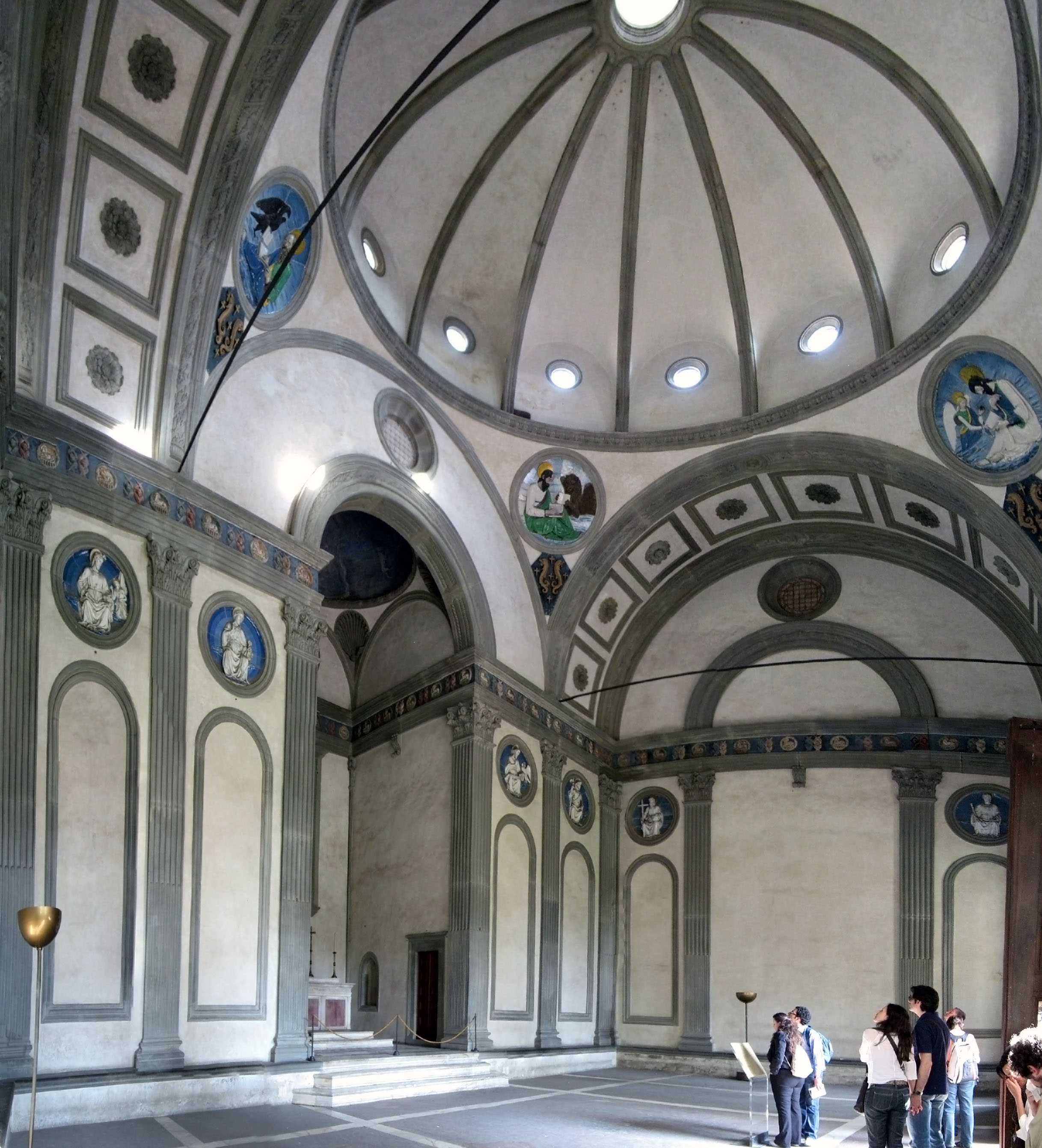
Interior de la capilla
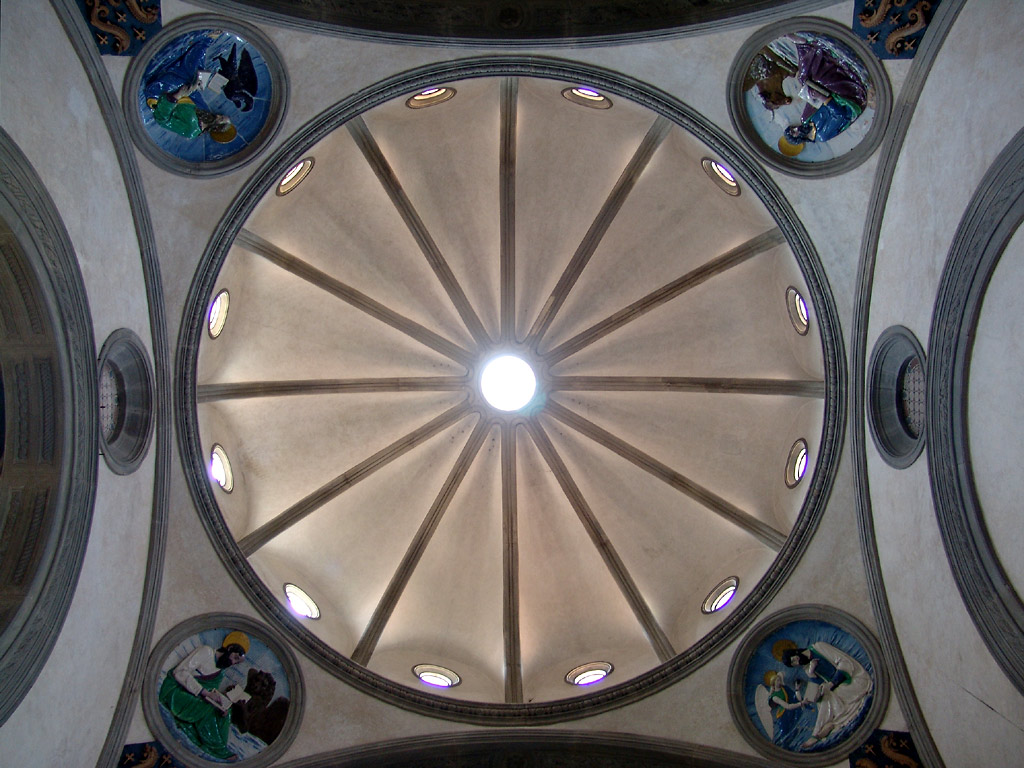
cúpula gallonada de la capilla
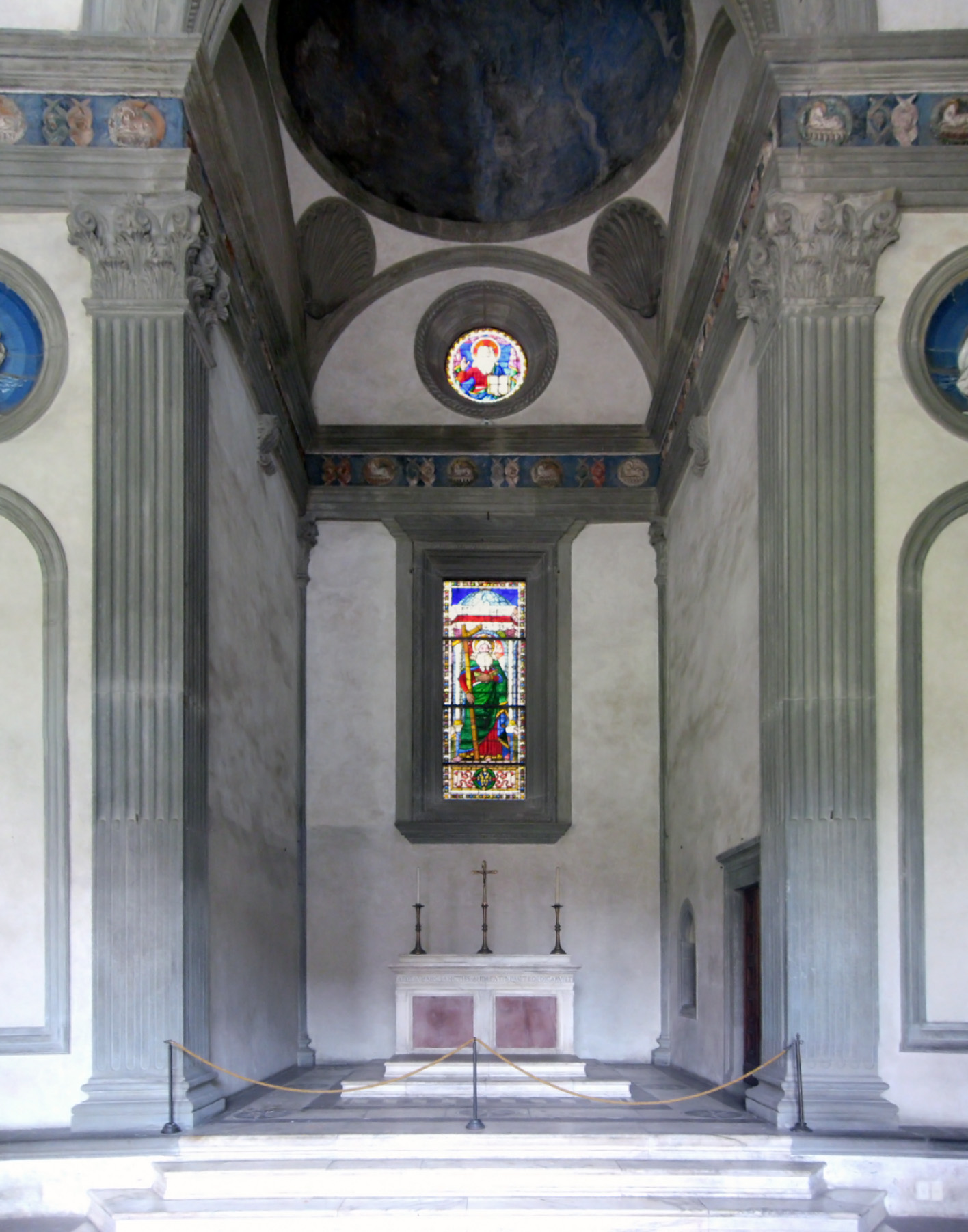
La scarsella, con el altar
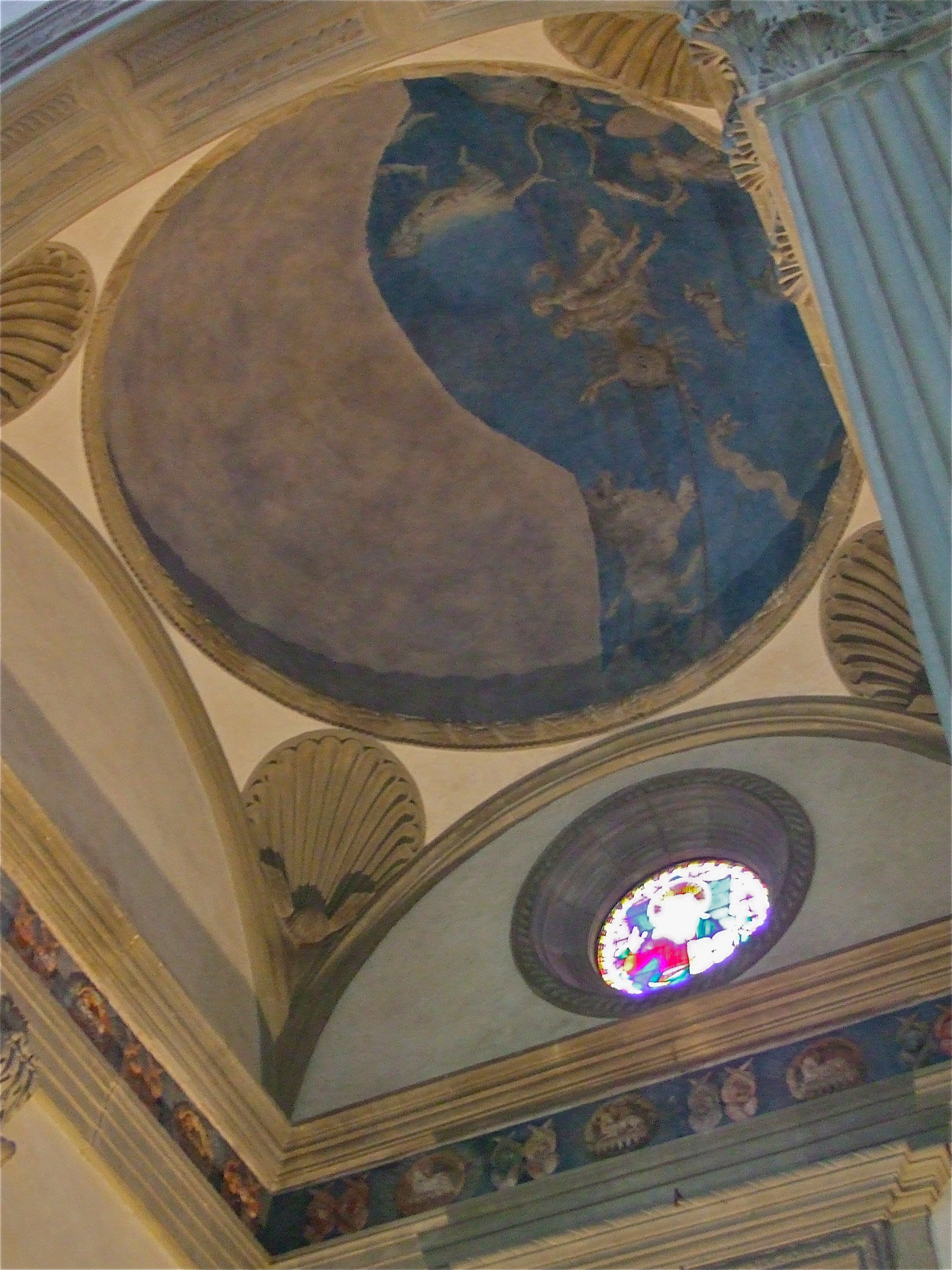
Bóveda astronómica en el brazo del altar
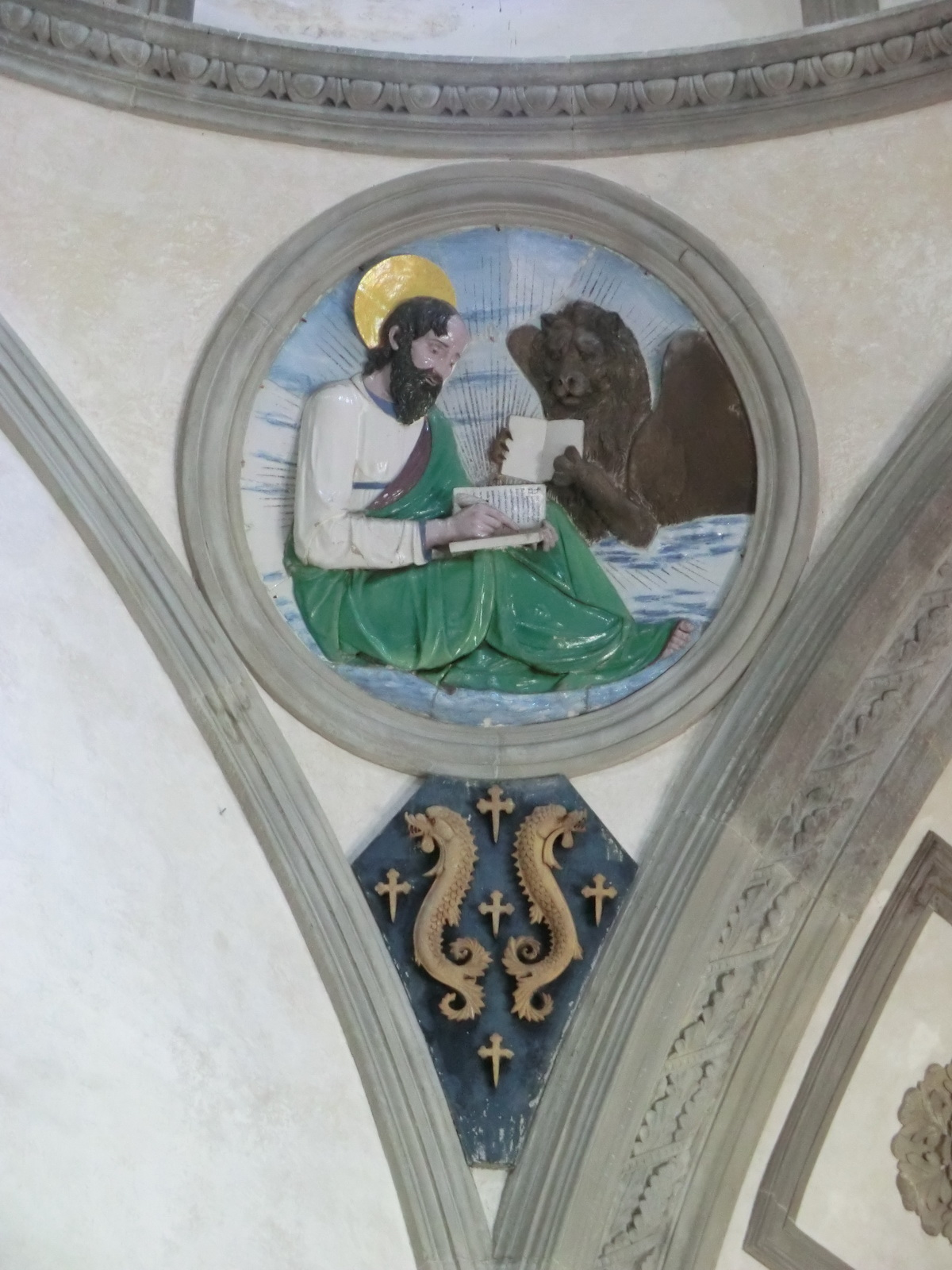
Medallón de San Marcos

### Las representaciones del cielo

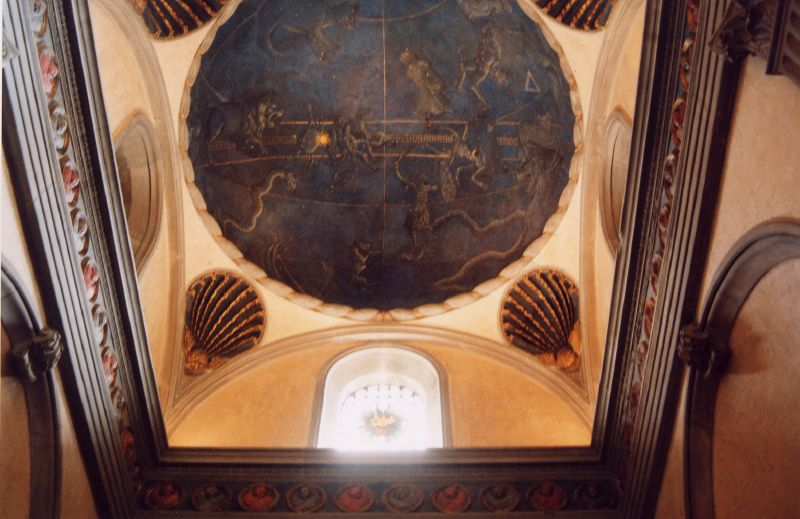
Chiesa di San Lorenzo, particolare della Sagrestia Vecchia

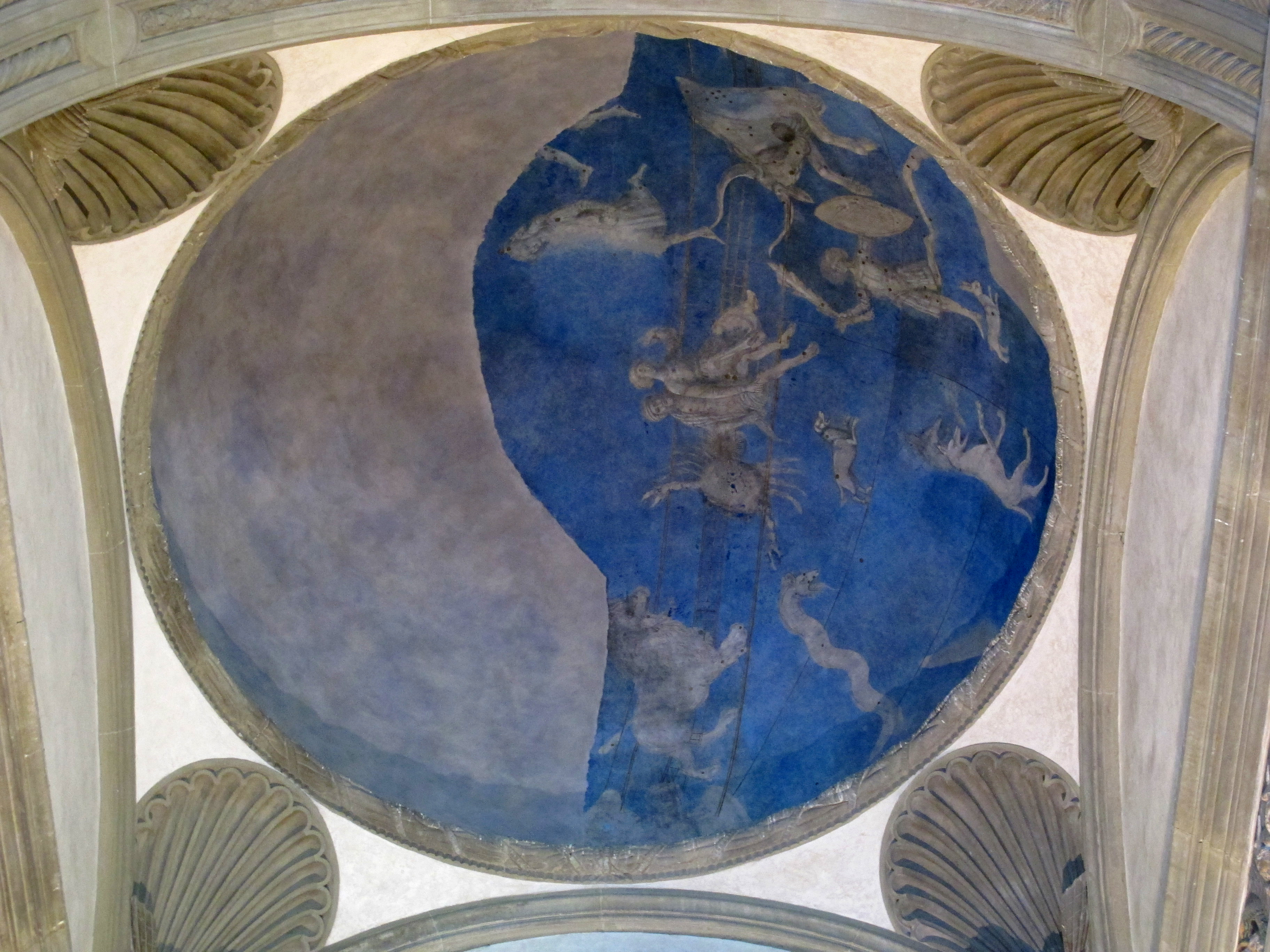
Cappella dei Pazzi, particolare della cupoletta sopra l'altare

Durante la Edad Media y luego en el Renacimiento, se encuentran en muchos edificios públicos representaciones celestes, por ejemplo una zodiacal en el Palazzo della Ragione de Padua (1425-1440) y en el salone dei Mesi  en Palazzo Schifanoia en Ferrara (1469).
También en dos de las obras más famosas de Brunelleschi hay una bóveda estrellada pintada: en la Sacristía Vieja de la iglesia de San Lorenzo y en la capilla Pazzi. En ambas decora la pequeña cúpula de la scarsella, sobre el altar, y representa el cielo con las constelaciones que se observaban en Florencia un día señalado; en el caso de la capilla Pazzi, el del 4 de julio de 1442. La elección de la fecha estuvo relacionada con la llegada a Florencia de Renato de Anjou, quien en ese momento era visto como el líder que podía comandar una nueva cruzada por la reconquista de Tierra Santa y la derrota de los otomanos que estaban poniendo en graves dificultades del Imperio bizantino.
San Lorenzo había sido reformada en 1421 por el mismo Brunelleschi, que añadió su primera capilla, la Sacrestia Vecchia, en la que dispuso una cúpula estrellada pintada por Giuliano d'Arrigo, "il Pesello", con el auxilio técnico del astrónomo y matemático Paolo dal Pozzo Toscanelli; ambos fueron probablemente también los autores del mismo motivo en la capilla Pazzi.
Curiosamente, el interior de la capilla Pazzi sirvió de modelo a Miguel Ángel para proyectar más adelante la Sacristía Nueva  de la misma basílica de San Lorenzo.

### Significado
La capilla Pazzi representa una edificación importante en el marco de las reflexiones sobre los edificios de planta central, iniciada por los arquitectos del Renacimiento y continuada con obras como las iglesias iglesia de Santa Maria delle Carceri en Prato, San Biagio en Montepulciano o Santa Maria Nuova en Cortona. Incluso la basílica de San Pedro en el Vaticano fue diseñada inicialmente por Bramante con una planta de cruz griega. En la arquitectura religiosa este modelo fue posteriormente abandonado con la Contrarreforma y con la afirmación general de la planta de cruz latina o algunos esquemas de ejes longitudinales.